# Palazzo Valli
Palazzo Valli è un edificio civile di Ponsacco.

## Storia
La costruzione del palazzo, ordinata dal sindaco Vincenzo Colombaioni nel 1871, fu realizzata su disegno dell'architetto Luigi Bellincioni.
Qui venne trasferita la sede dell'antico palazzo comunale posto in Piazza mercatale, abbattuto nel 1927 per fare spazio alla nuova chiesa.
Nel palazzo furono collocate le scuole elementari. Il secondo piano, terminato dall'ingegnere Valli, fu adibito ad altro.
Attualmente è sede di associazioni cittadine come la locale sezione dell'Associazione carabinieri, il complesso Bandistico Città di Ponsacco, la A.S.D. ciclistica Mobilieri ed il Vespa Club Valdera .